# Francis Duteil
Francis Duteil (* 25. März 1947 in Angoulême; † 9. Oktober 2016 in Coulounieix-Chamiers) war ein französischer  Radrennfahrer und nationaler Meister im Radsport.

## Sportliche Laufbahn
Duteil begann als Jugendlicher in seinem Heimatort mit dem Radsport. 1966 erlitt er einen schweren Rennunfall, nach dem er über ein Jahr pausieren musste. In seinem späteren Leben war er noch mehrfach von Unfällen betroffen. Duteil war im Straßenradsport aktiv. Er war Teilnehmer der Olympischen Sommerspiele 1976 in Montreal. Im olympischen Straßenrennen schied er aus.
1976 (vor Jean-René Bernaudeau) und 1979 gewann Duteil die nationale Meisterschaft im Straßenrennen der Amateure. 1970 war er im Etappenrennen Tour du Limousin vor Philippe Bodier erfolgreich und gewann dort eine Etappe. 1975 siegte er im Circuit du Cantal mit einem Etappenerfolg. 1976 und 1980 gewann er die Volta a l’Empordà, 1977 den Grand Prix d’Issoire, 1979 die Route Limousine, 1981 die Tour de Dordogne. Etappensiege holte Duteil im  Giro d’Italia Giovani Under 23 1977, im Circuit du Cantal 1981, in der Tour de Nouvelle-Calédonie. 1987, am Ende seiner Karriere, gewann er die 4. und 13. Etappe des Rennens Milwaukee-Classic in den USA. Dazu kam eine Reihe von Siegen und vorderen Plätzen in französischen Eintagesrennen. 1988 startete er in seiner letzten Saison bei einer Serie von Kriterien in den USA und gewann mehrere Rennen. Er startete für den CC Périgueux, CC Bordelais und CRC Limousin. Duteil fuhr in seiner gesamten Karriere als Amateur. Er holte 255 Siege im Radsport.